# Kueh
Kueh is een bestuurslaag in het regentschap Aceh Besar van de provincie Atjeh, Indonesië. Kueh telt 476 inwoners (volkstelling 2010).